# 南町田病院
南町田病院（みなみまちだびょういん）は、東京都町田市にある社会医療法人社団正志会設置の病院。東京都の災害拠点病院に指定されている。

## 沿革
- 2004年（平成16年）10月1日 - 開院
- 2014年（平成26年）11月21日 - 東京都災害拠点病院に認定[1]
- 2017年（平成29年）2月1日 - 二宮宣文が病院長に就任
- 2019年（平成31年）2月1日 - 矢野正雄が病院長に就任

## 診察科
- 内科
- 呼吸器内科
- 循環器内科
- 消化器内科
- 糖尿病・内分泌内科
- 神経内科
- 腎臓内科
- 小児科
- 外科
- 消化器外科
- 肛門外科
- 呼吸器外科
- 血管外科
- 乳腺外科
- 整形外科
- 脳神経外科
- 泌尿器科
- リハビリテーション科
- 婦人科
- 麻酔科
- 皮膚科
- 形成外科
- 耳鼻咽喉科
- 眼科

## 医療機関の指定等
- 東京都二次救急医療機関
- 災害拠点病院
- 労災保険指定医療機関
- DPC対象病院

## 交通アクセス
- 南町田グランベリーパーク駅徒歩8分
- 南町田グランベリーパーク駅・成瀬駅から送迎バス

## 関連施設
- 南町田訪問看護ステーション ペンギン
- 平成立石病院
- 荒木記念東京リバーサイド病院
- 葛飾リハビリテーション病院
- 花と森の東京病院
- 駿河台CSH診療所